# Provincia Nakhon Phanom
Nakhon Phanom (în thailandeză นครพนม) este o provincie (changwat) din Thailanda. Situată în regiunea de Nord-Est, provincia Nakhon Phanom are în componența sa 12 districte (amphoe), 97 de sub-districte (tambon) și 1040 de sate (muban). 
Cu o populație de 698.086 de locuitori și o suprafață totală de 5.512,7 km2, Nakhon Phanom este a 36-a provincie din Thailanda ca mărime după numărul populației și a 39-a după mărimea suprafeței.